# Залази (Росія)
Залази (рос. Залазы) — присілок в Струго-Красненському районі Псковської області Російської Федерації.
Населення становить 51 особу. Входить до складу муніципального утворення Новосельська волость.

## Історія
Від 2015 року входить до складу муніципального утворення Новосельська волость.

## Населення
| 2001 | 2002 | 2010 | 2011 |
| ---- | ---- | ---- | ---- |
| 63   | ↗79  | ↘49  | ↗51  |